# チャレンジサイクルロードレース大会
チャレンジサイクルロードレース大会は、毎年4月第1日曜日に日本サイクルスポーツセンターで開催される自転車ロードレース大会である。

## 大会要項
- 主催：日本自転車競技連盟・報知新聞社
- 後援：JKA、読売新聞社、日本サイクルスポーツセンター、自転車協会

## 概要
自転車競技の普及を目的として1971年より開かれている。
大会は日本サイクルスポーツセンター内の5kmサーキットを使用して実施する。
年齢、性別及び継続登録の有無によりカテゴライズされる。

## カテゴリー
A部門（当該年度登録競技者、年齢は当該年での数値）
- A-E 23〜34歳男子（60km）
- A-M 35歳以上男子（40km、希望者はA-E出場可）
- A-U 19〜22歳男子（40km）
- A-J 18歳以下男子（40km）
- A-F 中学生以上の女子（20km）

B部門（未登録者）
- B-C1 小学校1・2年男女（2km）
- B-C2 小学校3・4年男女（3km）
- B-C3 小学校5・6年男女（5km）
- B-1 中学生男子（15km）
- B-2 高校生男子（25km）
- B-3 29歳以下男子（30km）
- B-4 30〜39歳男子（25km）
- B-5 40〜49歳男子（15km）
- B-6 50〜59歳/60歳以上男子（15km）
- B-7 中学生以上女子（15km）